# Sébastien Michaud
Sébastien Michaud (Joliette, 7 de mayo de 1987) es un deportista canadiense que compitió en taekwondo. Ganó dos medallas de bronce en el Campeonato Mundial de Taekwondo, en los años 2007 y 2009, y dos medallas de oro en el Campeonato Panamericano de Taekwondo, en los años 2006 y 2010.

## Palmarés internacional
| Campeonato Mundial      | Campeonato Mundial       | Campeonato Mundial | Campeonato Mundial |
| Año                     | Lugar                    | Medalla            | Categoría          |
| ----------------------- | ------------------------ | ------------------ | ------------------ |
| 2007                    | Pekín (China)            | Medalla de bronce  | –78 kg             |
| 2009                    | Copenhague (Dinamarca)   | Medalla de bronce  | –80 kg             |
| Campeonato Panamericano |                          |                    |                    |
| Año                     | Lugar                    | Medalla            | Categoría          |
| 2006                    | Buenos Aires (Argentina) | Medalla de oro     | –78 kg             |
| 2010                    | Monterrey (México)       | Medalla de oro     | –80 kg             |